# Mikołaj Radziwiłł (1470–1521)
Mikołaj Radziwiłł zw. Amor Poloniae, lit. Mikalojus Radvila, herbu Trąby (ur. 1470, zm. 1521) – możnowładca litewski, urzędnik ziemski: marszałek ziemski trocki, namiestnik bielski, wojewoda trocki (1505-1510), wojewoda wileński (1510–1521), senator Wielkiego Księstwa Litewskiego (1505-1521); oraz centralny: krajczy (1488–1493), podczaszy (1495–1505), kanclerz wielki litewski (1507–1521). Był synem Mikołaja Radziwiłłowicza.

## Życiorys
24 lipca 1499 roku podpisał w Wilnie akt odnawiający unię polsko-litewską. Był sygnatariuszem unii piotrkowsko-mielnickiej w 1501 roku. 
Odziedziczył po ojcu imię oraz pozycję głowy rodziny. Sięgnął, podobnie jak ojciec, po najważniejsze godności: urząd kanclerza wielkiego litewskiego oraz urząd wojewody wileńskiego. W czasach jego funkcjonowania wśród elit politycznych Litwy zarysował się wyraźny podział na dwa wrogie stronnictwa, przyczyną był różny stosunek możnych do postanowień unii mielnickiej z 1501 roku. Unia ta oddawała w ręce oligarchów koronnych i litewskich decyzję o obiorze wspólnego władcy, do czego nie chciała dopuścić grupa możnych wywodzących się ze starych rodów litewskich. Przeciwko nim wystąpił zdecydowanie król Aleksander Jagiellończyk. Monarcha zapewne obawiał się, że realizacja postanowień unii doprowadzi do zlikwidowania rządów Jagiellonów zarówno w Koronie, jak i na Litwie. Mikołaj znalazł się w obozie królewskim, co możliwie wpłynęło na wyjątkowo złośliwy w ustach Litwinów przydomek – „Amor Poloniae”, czyli Miłośnik Polski. Mikołaj Amor, z racji pełnienia urzędu kanclerza, czyli ministra spraw zagranicznych Wielkiego Księstwa Litewskiego, często podróżował do ówczesnej Polski a nawet do Preszburga i Wiednia na kolejne zjazdy Jagiellonów i Habsburgów (nawiązując z Habsburgami bliskie stosunki) Do jego obowiązków należał chociażby nadzór nad poczynaniami na Litwie żony Aleksandra Jagiellończyka, pięknej Heleny Iwanowny, córki wielkiego księcia moskiewskiego Iwana III. Ta „opieka” spowodowała oskarżenia wysunięte do Mikołaja o udział w jej rzekomym otruciu.
Zmarł w 1521 roku w wieku 51 lat.

## Życie prywatne
Był synem Mikołaja Radziwiłłowicza h. Trąby i Zofii Anny Moniwid h. Leliwa. Miał czwórkę rodzeństwa; Jana Mikołajewicza, Annę, Wojciecha i Jerzego. W 1489 roku wziął ślub z Elżbietą Sakowicz herbu Pomian, miał z nią szóstkę dzieci, Mikołaja, Jana, Zofię, Stanisława, Helenę i Elżbietę.